# Lądek-Zdrój
Lądek-Zdrój é um município da Polônia, na voivodia da Baixa Silésia e no condado de Kłodzko. Estende-se por uma área de 20,32 km², com 5 766 habitantes, segundo os censos de 2016, com uma densidade de 283,8 hab/km².